# Козуби
Ко́зуби — село в Україні, у Новосанжарській селищній громаді Полтавського району Полтавської області. Населення становить 242 осіб. До 2020 орган місцевого самоврядування — Великокобелячківська сільська рада.

## Географія
Село Козуби знаходиться на правому березі річки Малий Кобелячок, вище за течією на відстані 2 км розташоване село Малий Кобелячок, нижче за течією на відстані 1,5 км розташоване село Сулими. Річка в цьому місці пересихає, на ній зроблена загата.
Поруч проходить автомобільна дорога М22 (E584).

## Населення

### Мова
Розподіл населення за рідною мовою за даними перепису 2001 року:
| Мова       | Кількість | Відсоток |
| ---------- | --------- | -------- |
| українська | 238       | 98.34%   |
| російська  | 2         | 0.83%    |
| румунська  | 2         | 0.83%    |
| Усього     | 242       | 100%     |

## Історія
12 червня 2020 року, відповідно до розпорядження Кабінету Міністрів України № 721-р «Про визначення адміністративних центрів та затвердження територій територіальних громад Полтавської області», село увійшло до складу Новосанжарської селищної громади.
19 липня 2020 року, в результаті адміністративно - територіальної реформи та ліквідації Новосанжарського району, село увійшло до складу новоутвореного Полтавського району Полтавської області.

## Галерея

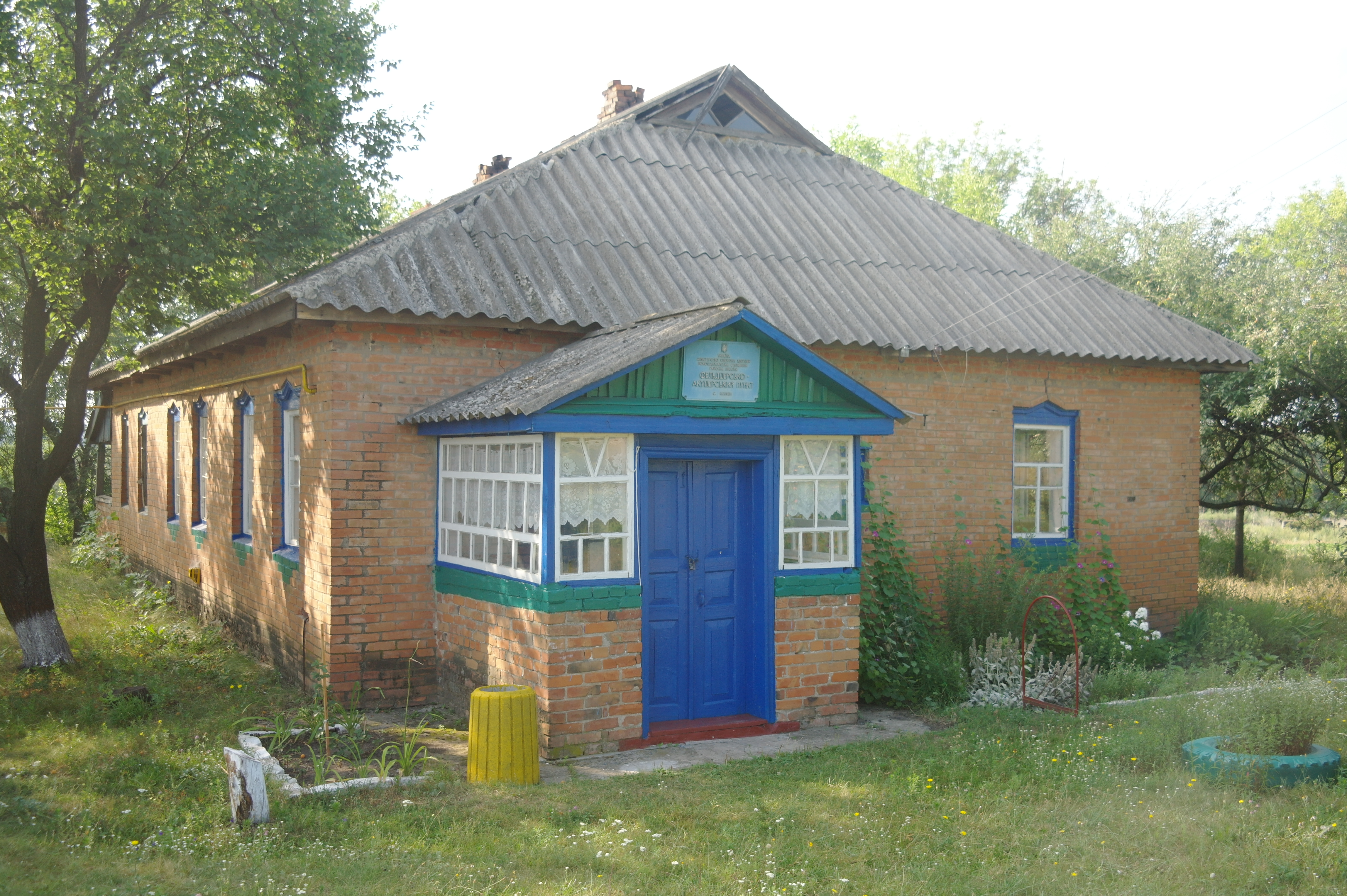
Фельдшерсько-акушерський пункт
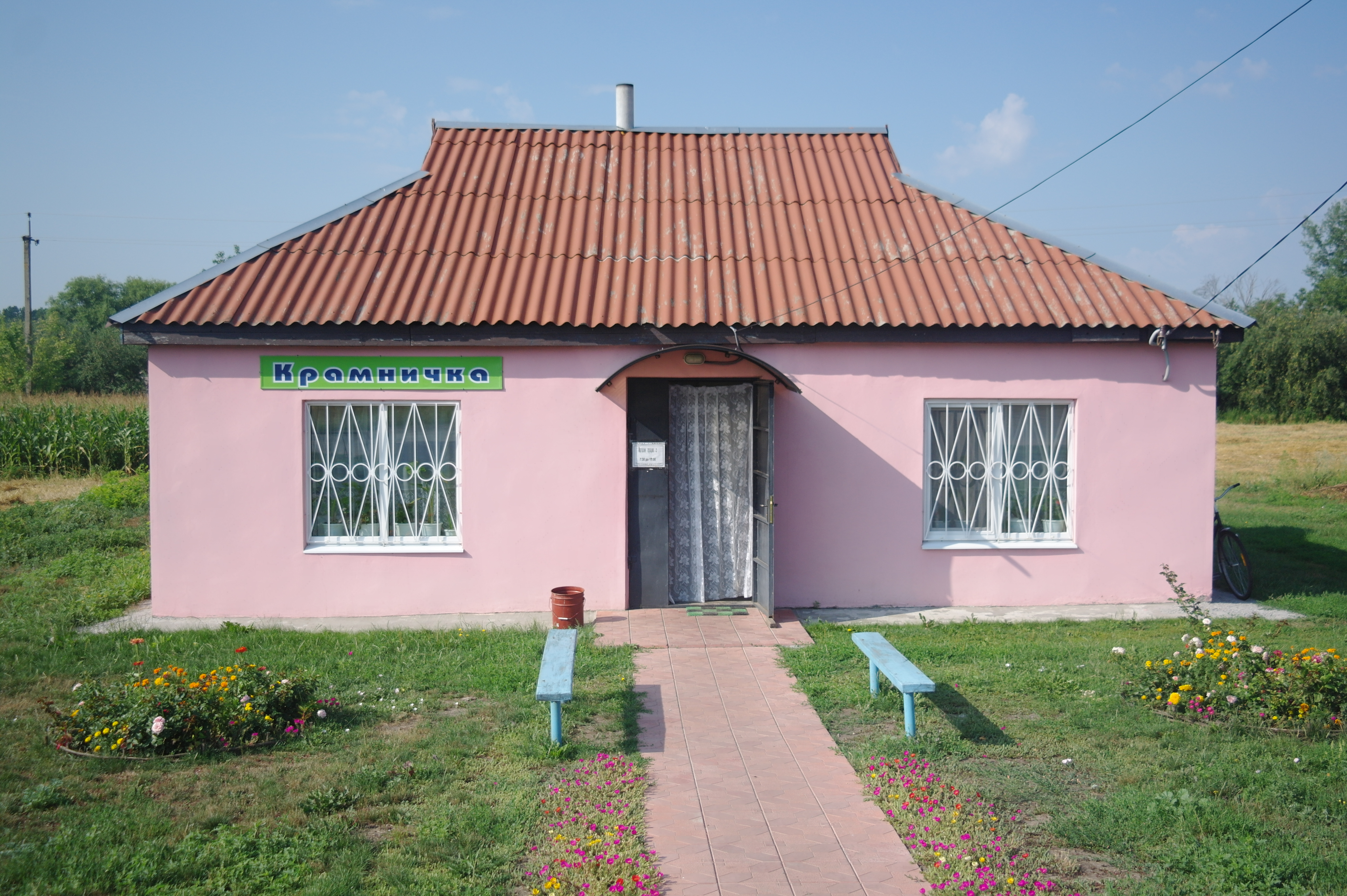
Магазин
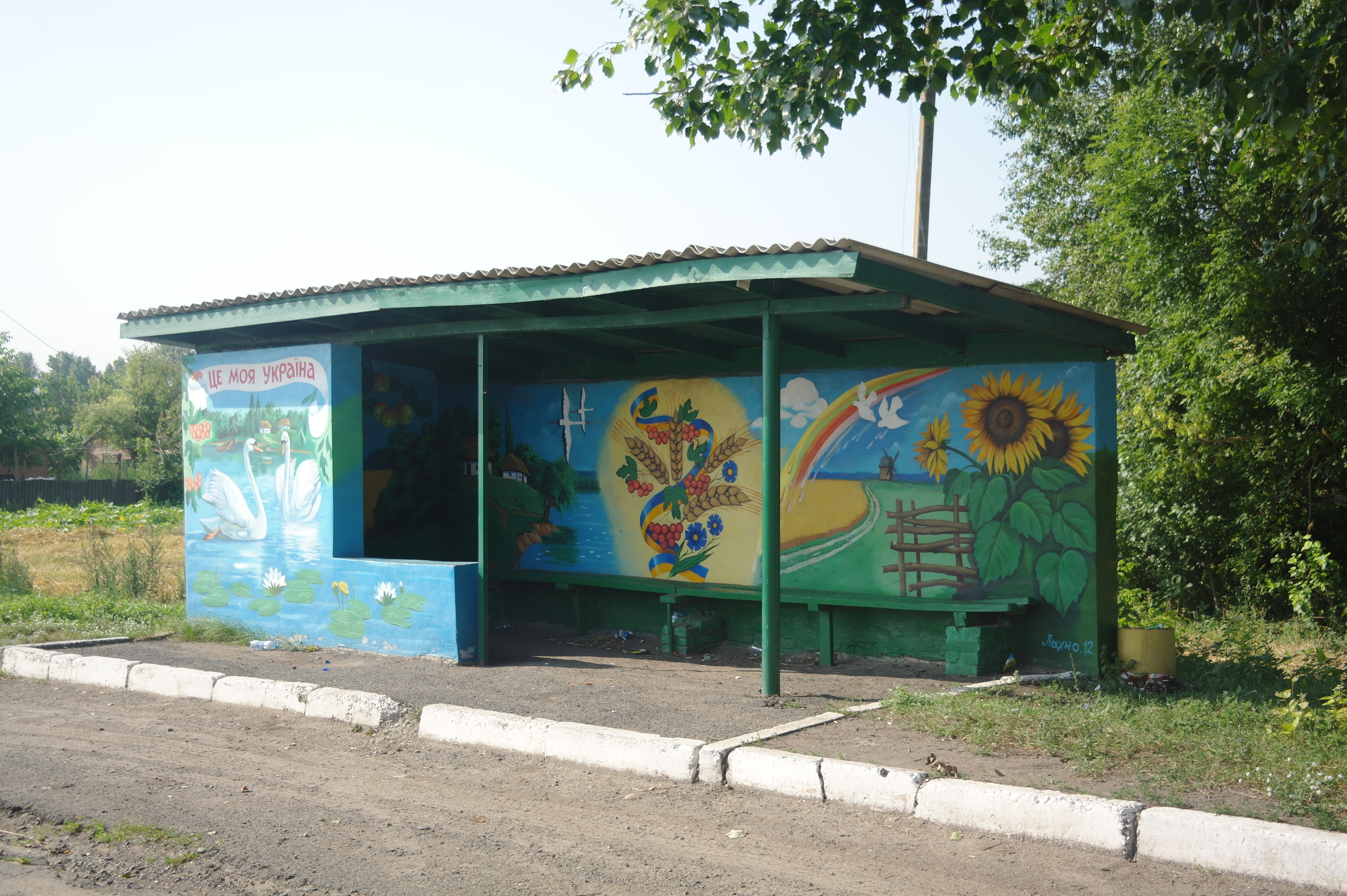
Зупинка в селі
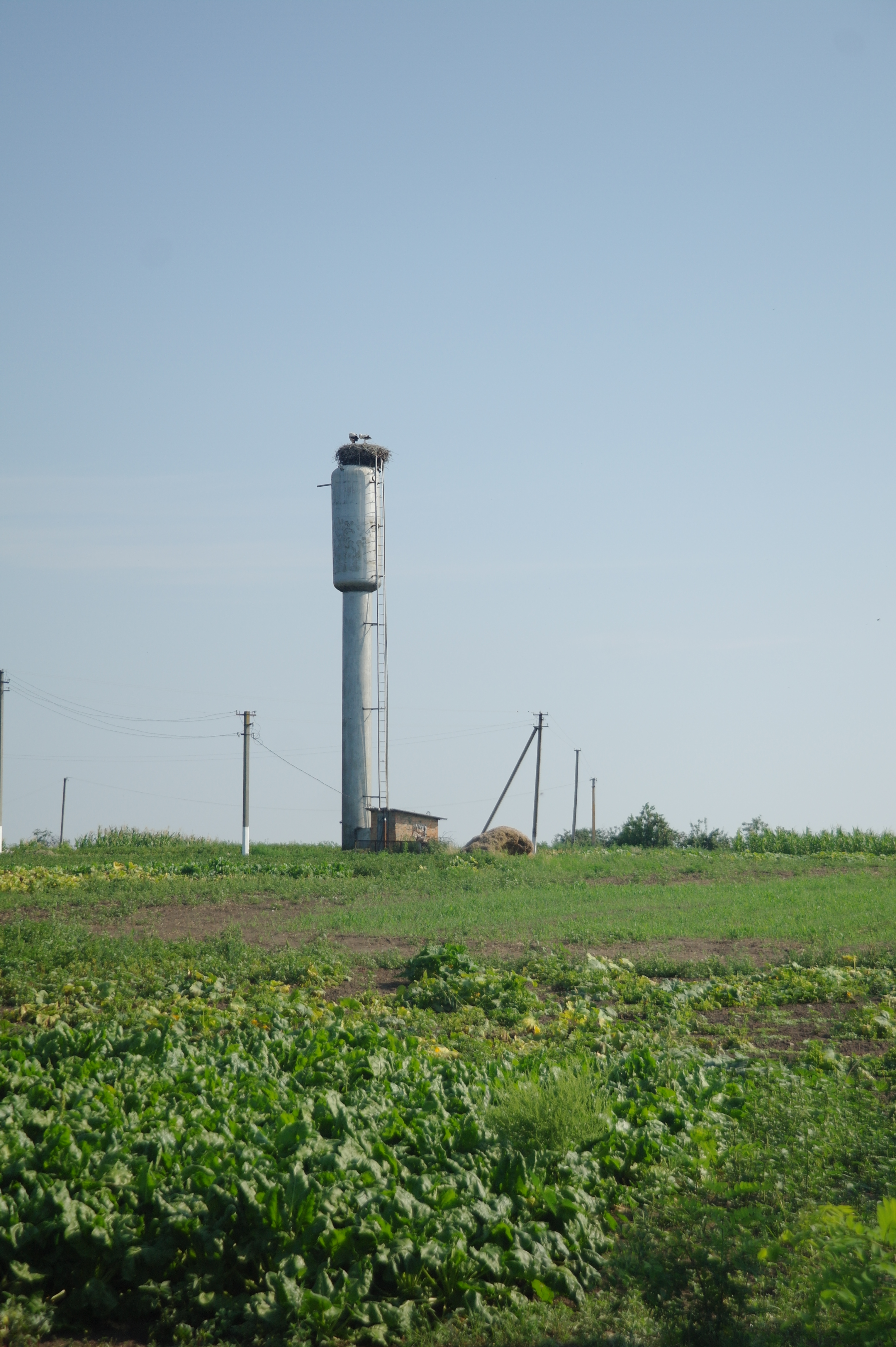
Башта водопостачання
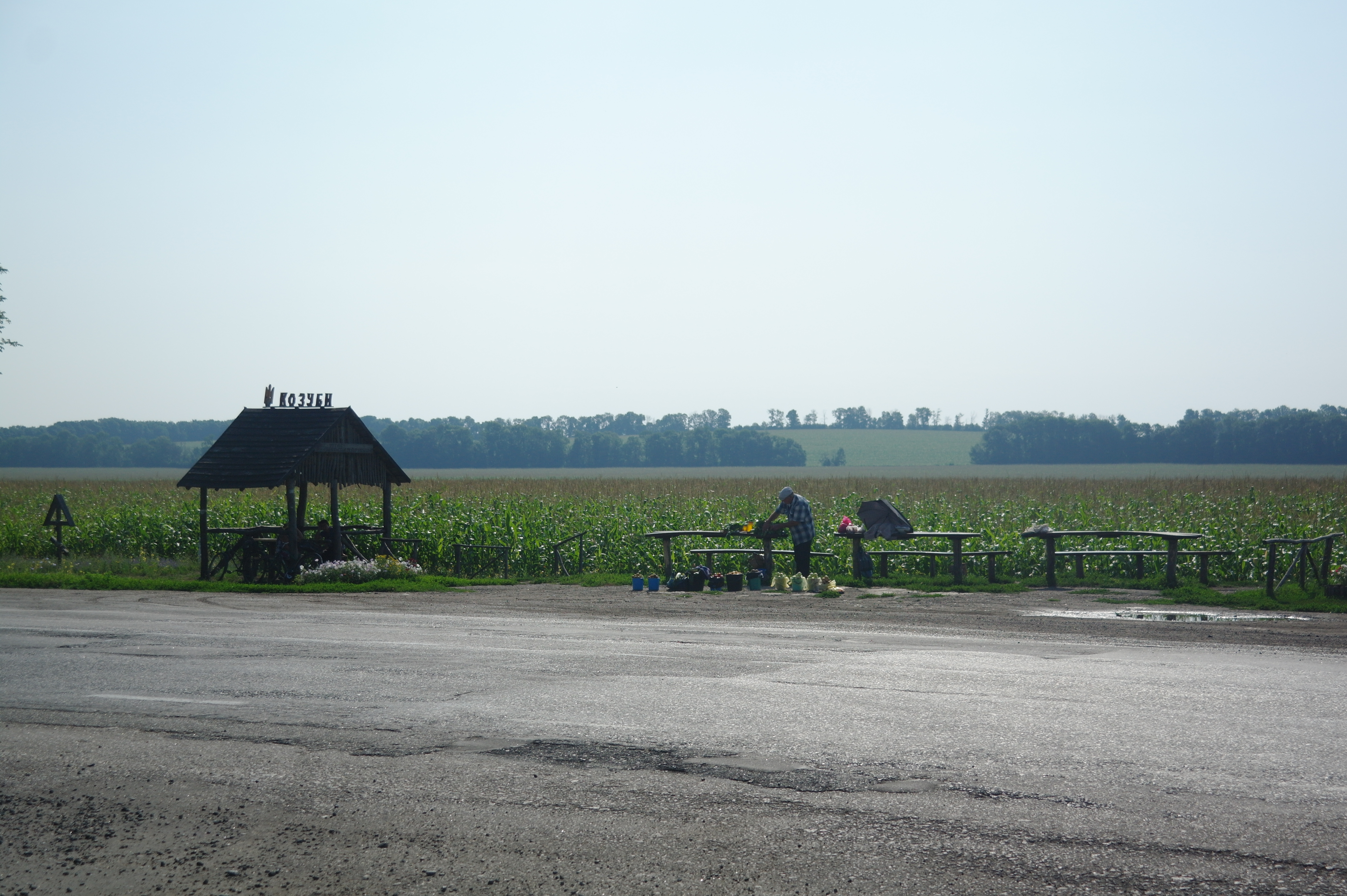
Точка торгу на трасі Полтава - Кременчук
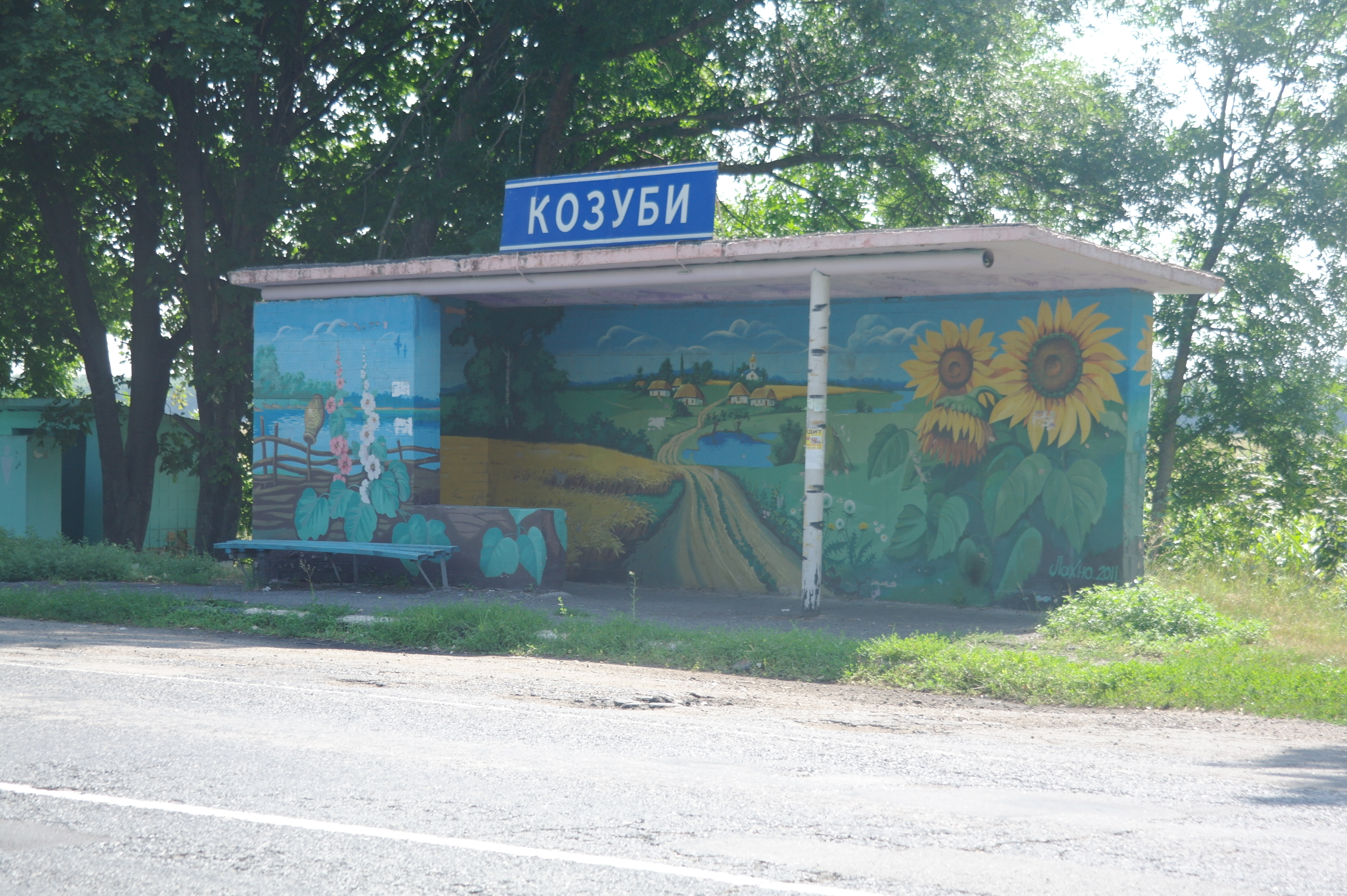
Зупинка "Козуби" на трасі Полтава - Кременчук
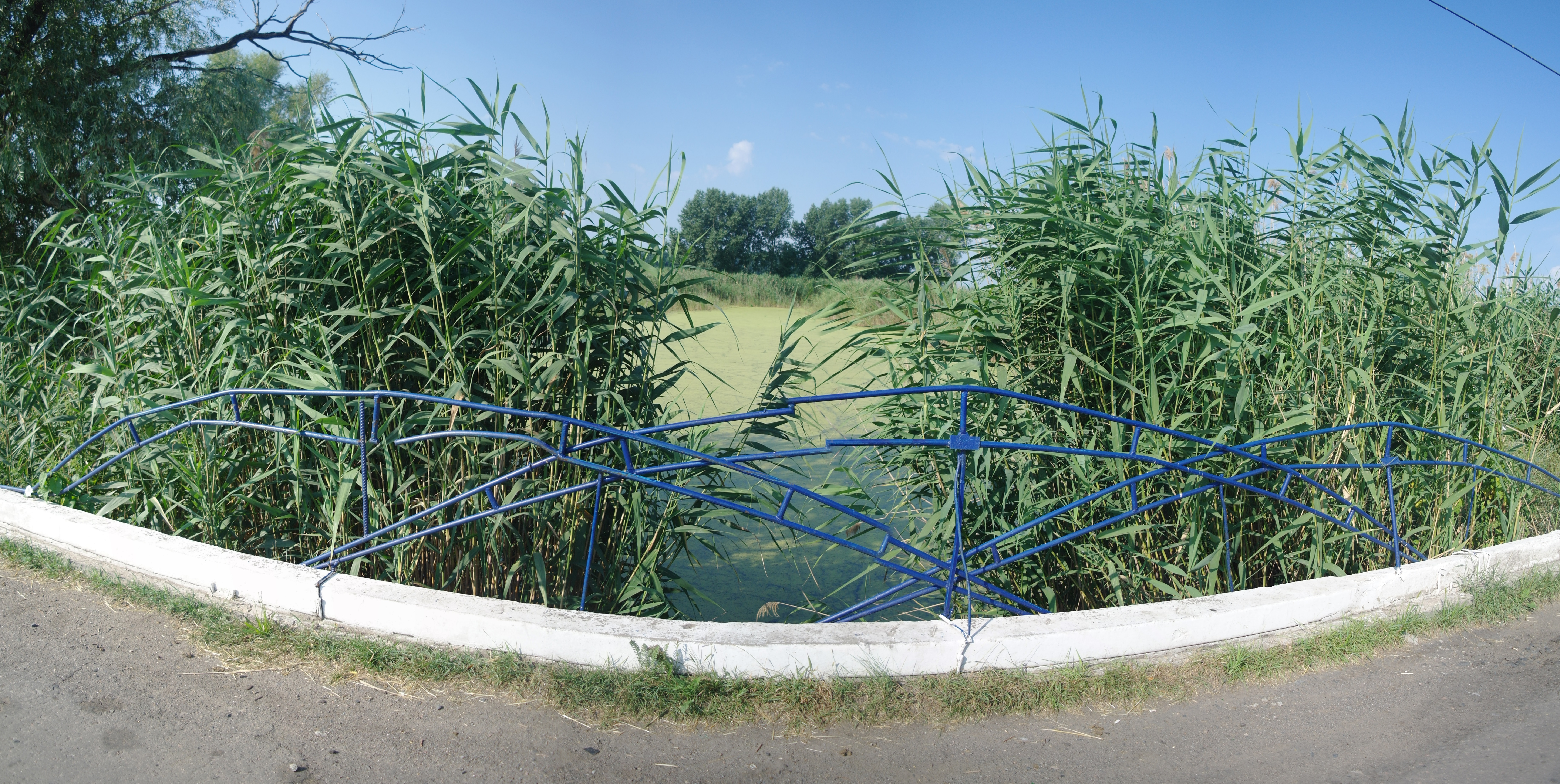
Міст через річку
Панорама центру села
Панорама приватного господарства
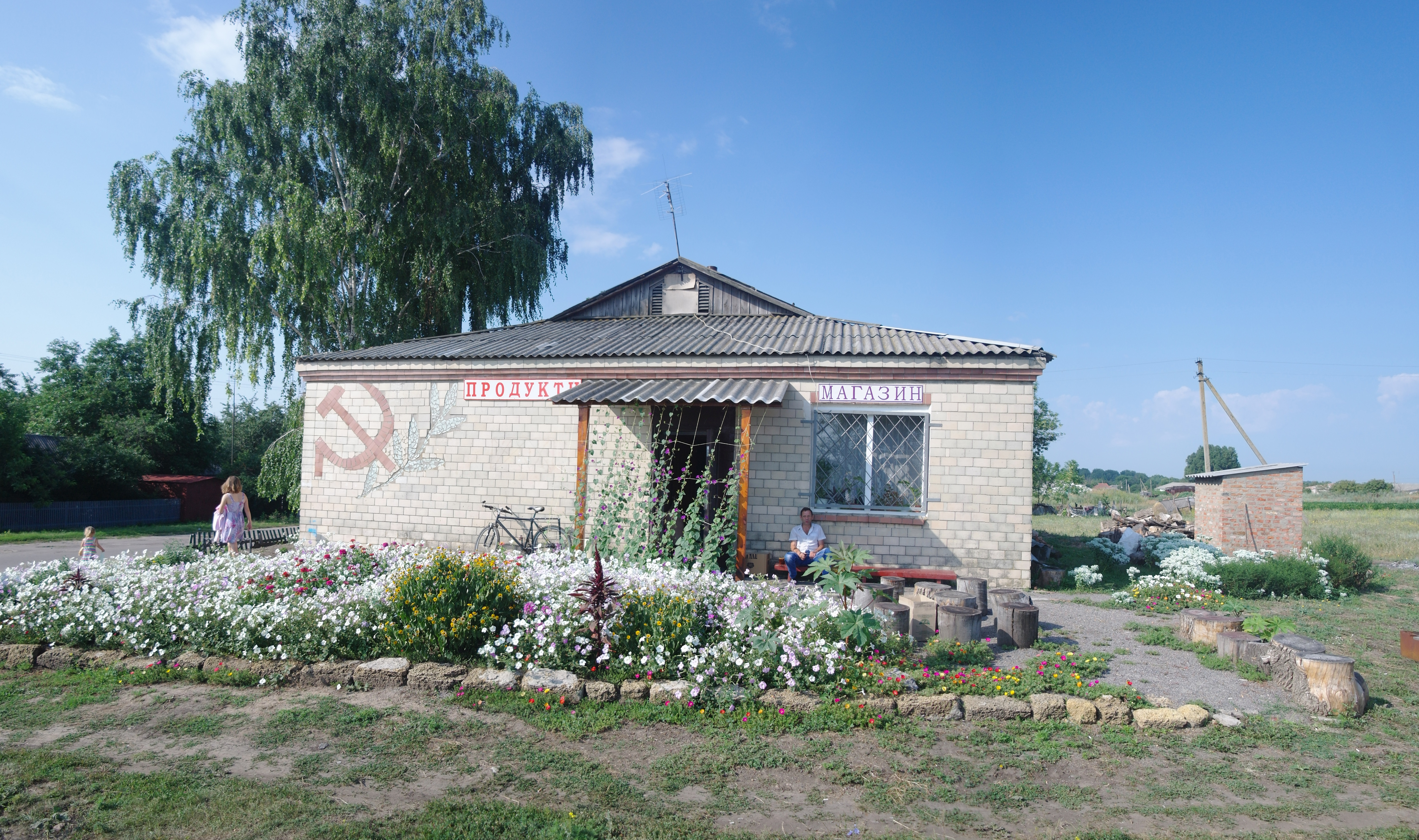
Магазин (відкритий у 2011 році)
Цвинтар
Ферма приватного підприємця Васюти